# Клякса (мультфильм)
«Кля́кса» — советский рисованный мультипликационный фильм, поставленный режиссёром Анатолием Резниковым.

## Сюжет
Клякса — так зовут маленькую чёрную собачку, которая собирается сыграть на рояле. Правда, у неё не очень получается: сначала от неё убегает крутящаяся табуретка, затем — одна из ножек рояля. И когда наконец Клякса ударяет по клавишам, хлопает крышка рояля, и весь рояль проваливается сквозь пол. А Клякса смотрит вслед.

## Съёмочная группа
- Автор сценария: Эдуард Успенский
- Режиссёр: Анатолий Резников
- Художник-постановщик: Вячеслав Назарук
- Оператор: Эрнст Гаман
- Композитор: Борис Фрумкин
- Звукооператор: Виталий Азаровский

## Производство
Фильм был создан Анатолием Резниковым на основе его старых комиксов.